# Saint-Théodore-d'Acton
Pour les articles homonymes, voir Saint Théodore.
Saint-Théodore-d'Acton est une municipalité du Québec située dans la MRC d'Acton en Montérégie.

## Toponymie
L'histoire locale remonte au milieu du XIXe siècle avec l'arrivée des premiers colons en 1835 et la fondation, en 1842, de la paroisse de Saint-Théodore-d'Acton, qui sera érigée canoniquement en 1861 et civilement l'année suivante. Celle-ci a été détachée de Saint-André-d'Acton avec laquelle elle formait une entité administrative connue sous le nom de Corporation du township d'Acton. La dénomination paroissiale sera transférée à la municipalité de paroisse établie en 1864 de même qu'au bureau de poste en activité à compter de 1863 sous le nom de Saint-Théodore, puis de Saint-Théodore-d'Acton à partir de 1876 ».

## Histoire
Le 30 juillet 2011, Saint-Théodore-d'Acton change son statut de municipalité de paroisse pour celui de municipalité.

## Géographie
La Rivière le Renne traverse la pointe est de la municipalité puis retraverse le sud-ouest en coulant vers le nord-ouest.
La rivière Duncan en traverse l'ouest en coulant vers le sud jusqu'à sa confluence rive droite avec la rivière le Renne.

## Démographie
| 1991  | 1996  | 2001  | 2006  | 2011  | 2016  | 2021  |
| ----- | ----- | ----- | ----- | ----- | ----- | ----- |
| 1 585 | 1 633 | 1 544 | 1 494 | 1 471 | 1 519 | 1 564 |

## Administration
Les élections municipales se font en bloc pour le maire et les six conseillers.
| Saint-Théodore-d'Acton Maires depuis 2003                                                                             |                  |         |          |
| Élection | Maire            | Qualité | Résultat |
| 2003 | Richard Gauthier |         | Voir     |
| 2005 | Christian Rohfs  |         | Voir     |
| n/d | Dany Larivière   |         | n/d      |
| 2009 | Dany Larivière   | Voir    |          |
| 2013 | Guy Bond         |         | Voir     |
| 2017 | Guy Bond         | Voir    |          |
| 2021 | Guy Bond         | Voir    |          |
| Élection partielle en italique Depuis 2005, les élections sont simultanées dans toutes les municipalités québécoises. |                  |         |          |